# Puccinia hordei
Puccinia hordei (Zwergrost) ist eine Ständerpilzart aus der Ordnung der Rostpilze (Pucciniales). Der Pilz ist ein Endoparasit von Milchsternen, Zweiblatt und Gersten. Symptome des Befalls durch die Art sind gelbe Rostflecken und Pusteln auf den Blattoberflächen der Wirtspflanzen. Das Verbreitungsgebiet umfasst die gesamten gemäßigten Zonen der Welt.

## Merkmale

### Makroskopische Merkmale
Puccinia hordei ist mit bloßem Auge nur anhand der auf der Oberfläche des Wirtes hervortretenden Sporenlagern zu erkennen. Sie wachsen in Nestern, die als gelbliche bis braune Flecken und Pusteln auf den Blattoberflächen erscheinen.

### Mikroskopische Merkmale

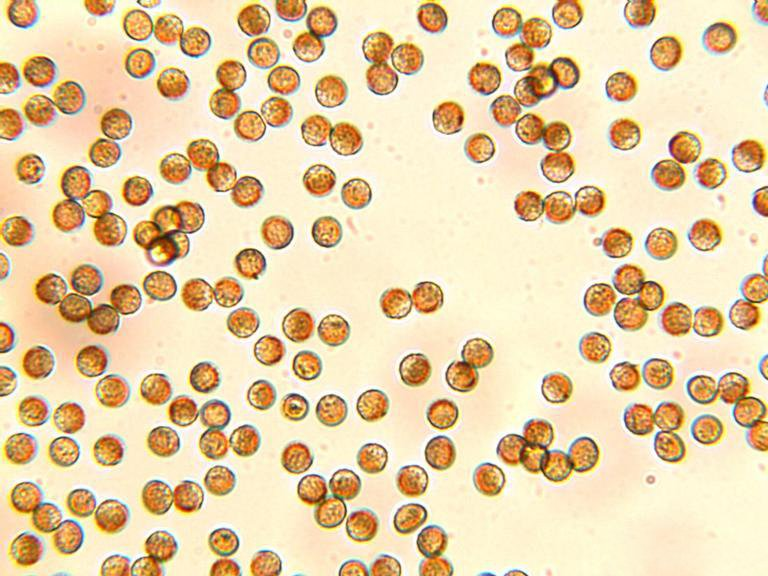
Aecidiosporen

Das Myzel von Puccinia hordei wächst wie bei allen Puccinia-Arten interzellulär und bildet Saugfäden, die in das Speichergewebe des Wirtes wachsen. Ihre Pyknien sind erst honigfarben, später fast schwarz und wachsen auf beiden Blattseiten. Ihre Spermatien sind hyalin und 3–4 × 1,5–2 µm groß. Die Aecien sind kugelförmig und nur löcherförmig geöffnet. Sie besitzen rundliche bis ellipsoide Aecidiosporen von 18–30 × 18–30 µm, die hyalin und fein warzig sind. Die Uredien wachsen blattoberseitig und sind orange bis rostfarben. Ihre Uredosporen sind meist kugelig bis ellipsoid, 20–30 × 17–22 µm groß und leicht stachelwarzig. Die Telien der Art sind klein, punktförmig und schwarz. Die Teleutosporen sind ein- bis zweizellig, variabel geformt und 24–73 × 40–60 µm groß. Sie sind braun, ihre Stiele sind kurz.

## Verbreitung
Puccinia hordei besitzt ein Verbreitungsgebiet, das sich über die gesamten gemäßigten Zonen der Nord- und Südhalbkugel erstreckt.

## Ökologie
Die Wirtspflanzen von Puccinia hordei sind als Haplont Milchsterne (Ornithogalum spp.) und Schweifblatt (Ornithogalum serotinum) sowie Gersten (Hordeum spp.) für den Dikaryonten. Der Pilz ernährt sich von den im Speichergewebe der Pflanzen vorhandenen Nährstoffen, seine Sporenlager brechen später durch die Blattoberfläche und setzen Sporen frei. Die Art verfügt über einen Entwicklungszyklus mit Pyknien, Uredien, Telien und Aecidien.